# Честь (фільм, 1938)
«Честь» — радянський художній фільм 1938 року про шкідників-троцькістів на залізницях, знятий режисером Євгеном Червяковим на кіностудії «Мосфільм».

## Сюжет
Дія фільму відбувається в 1935 році. Потяг, який вів досвідчений машиніст Орлов, ледь не сходить з рейок, а сам Орлов через це не потрапляє на свято на честь двадцятої річниці його роботи в депо. Начальник депо Кличко покладає відповідальність на Орлова, проте в ході розгляду встановлено, що Орлов не винен, а аварія ледь не сталася через нехлюйство працівників станції. Проте Кличко переводить Орлова на маневровий паровоз. Поступово з'ясовується, що Кличко і його поплічники — шкідники, які гальмують впровадження швидкісних методів керування поїздами. Їх мимовільним помічником став секретар парткому Зима, даремний базіка і демагог. Тільки начальнику політвідділу депо Шагіну вдається крізь бюрократичну павутину розпізнати шкідництво, він знімає Зиму і посилає в НКВД сигнал на Кличко, а той тим часом вже готує справжню диверсію, збираючись за допомогою свого спільника Дев'яткіна перевести стрілки на перегінній станції і влаштувати зіткнення швидких поїздів, щоб зірвати рекордний пробіг сина Орлова, Миті… Однак підступам ворога не дано збутися.

## У ролях
- Освальд Глазунов —  машиніст Орлов
- Є. Ісаєва —  Анна Петрівна, дружина Орлова
- Василь Ванін —  начальник політвідділу Шагін
- Іван Пельтцер —  машиніст Костров
- Леонід Волков —  начальник депо Кличко, шкідник
- Володимир Соловйов —  парторг депо Михайло Зима
- Вольдемар Чобур —  машиніст Митя, син Орлова
- Микола Анненков —  Семен, лейтенант, син Орлова
- Осип Абдулов —  Арсеній Юлійович, інженер, шкідник
- Олександр Пєлєвін —  Дев'яткин, диспетчер, шкідник
- Микола Івакін —  1-й помічник машиніста
- Віктор Аркасов —  2-й помічник машиніста
- В. Ларін —  Міхєєв, молодий інженер
- Володимир Дорофєєв —  машиніст Прохор Кузьмич
- Микола Коновалов —  помічник начальника депо

## Знімальна група
- Автори сценарію: Лев Нікулін і Юрій Нікулін
- Режисер: Євген Червяков
- Асистенти режисера: Лєвшин і А. Ашкіназі
- Головний оператор: Михайло Гіндін
- Оператори: Тимофій Лєбєшев і Антоніна Егіна
- Художники: Віктор Іванов і Володимир Камський
- Режисер-монтажер: Г. Славатинська
- Композитор: Юрій Шапорін
- Автор текстів пісень: Сергій Алимов
- Звукооператор: Семен Ключевський
- Звукооформлювач: Євген Кашкевич
- Директор картини: А. Мінін
- Адміністратор: В. Крафт